# 위니펙 제츠 (1972년)
위니펙 제츠(Winnipeg Jets)는 1972년부터 1996년까지 매니토바주 위니펙을 연고지로 하는 NHL 서부 콘퍼런스 센트럴 디비전 소속 아이스 하키팀이다.
1996년 연고지를 애리조나주 피닉스 (피닉스 카이오츠)로 이전했다.

## 역대 홈경기장
| 경기장        | 사용기간      | 수용인원 | 장소              | 비고 |
| ------------- | ------------- | -------- | ----------------- | ---- |
| 위니펙 제츠   |               |          |                   |      |
| 위니펙 아레나 | 1972년~1996년 | 13,985명 | 매니토바주 위니펙 | 빈칸 |